# عدنان انجيلة
عدنان إنجيله فنان تشكيلي ونحات سوري من مواليد 1928 م، درس في سورية واكمل دراسة النحت في القاهرة قدم عدد من المعارض لأعماله عمل مدرسًا للفنون الجميلة في ثانويات دمشق وفي دور المعلمين، له العديد من الأعمال المميزة.
أعماله موجودة في متاحف سوريا وفي الكويت ومصر.
نال الجائزة الأولى عن تمثاله - الدرزية الحسناء - موجود في متحف دمشق الوطني وكان ذلك قبل دراسته للنحت في كلية الفنون.

## مسيرة حياته
قرر عدنان انجيلة بعد دراسته في معهد إعداد المعليمن في دمشق التدريس في الكويت، ثم بعد ذلك الالتحاق بالأكاديمية الإيطالية للفنون، وفي هذه الأثناء إتصل به أستاذه محمود جلال، ليخبره بسرعة العودة إلى دمشق للالتحاق بالمسابقة في الابتعاث الحكومي.
عاد إلى دمشق والتحق بالمسابقة وحصل على المرتبة الأولى وقرر السفر إلى روسيا - موسكو.
ولظروف عائلية خاصة ونظرا لأنه وحيدا لوالدته، تبادل مركزه الأول مع صاحب المركز الثاني الأستاذ عبد المنان شما، وسافر إلى حمص وأعطاه الملابس الشتوية والروبل الروسي الذي كان قد صرفه بقصد السفر إلى روسيا وتحول سفره نحو القاهرة بدلا عن عبد المنان شما الذي كان قد حصل على المركز الثاني بالمسابقة وسافر عبد المنان شما إلى روسيا.
في القاهرة تتلمذ على يد جمال السجيني وصلاح عبد الكريم، وزامل نخبة من المبدعين السوريين والعرب الذي قادوا لاحقا الحركة التشكيلية العربية، ومن الزملاء مهندس الديكور يحيى العظم، ونصير شورى، وممدوح قشلان لاحقا والموسيقي الفلسطني هاني شموط والأستاذ الفنان أسعد فضة في مجال التمثيل، ومن المصريين الفنان التشكيلي حسام غربية.
عاد إنجيله إلى دمشق وكله أمل في إحياء الحركة التشكيلية مع الزملاء، وكان مرشحا من قبل العديد لعمادة كلية الفنون الجميلة بدمشق.
بعد وفاة زوجته الأولى «منيرة الأتاسي»، تعرض لأزمة نفسية حادة وأغلق مرسمه في أبو رمانة على مدى ثلاث سنوات، وتوقف تمثالي العامل والجندي عن العمل. وكاد يتعرض لغرامة تأخير.
صديقه الفلسطيني إسماعيل النجار، مع عدد من الأصدقاء أخرجوه من رتابة حياته وعاد إلى مرسمه ليكمل العمل الفني التمثال الذي بات موجودا في زاوية مبنى اتحاد نقابات العمال. خلف ميريديان دمشق.
أثمر زواجه بمنيرة الأتاسي، التشكيلي والنحات ومهندس الديكور، والروائي والقاص السوري «سلام عدنان إنجيله» وكانت والدته مصممة أزياء ومفكرة لديها مشروع فكري وحضاري في الفلسفة، أكمله عنها ابنها ووحيدها. www.salaam-ingilah.com

تزوج إنجيله ثانية من ربة منزل - هناء النابلسي - وأنجب منها أربعة: بلال ومنال وفواز وإيناس.
ليست لديهم أي مساهمات فكرية أو فنية تذكر في الساحة الفنية أو الأدبية، ما بين 1973 إلى 2000 م أقام عدنان إنجيله في المملكة العربية السعودية، ولم يقم خلالها أي معرض.
لذلك تعتبر الفترة الذهبية لإنتاج هذا الفنان المبدع السوري كلها قبل 1973، وربما كانت حتى وفاة منيرة الأتاسي.
تسلطت بقعة ضوء قوية على فن عدنان إنجيله وموهبته على إثر حصول تمثاله - الدرزية الحسناء - الذي هو موجود الآن في متحف دمشق الوطني.
```
وتتلمذ في ذلك الوقت هو وزميله عميد الفن التشكيلي 
السوري
 من الرعيل الأول، الأستاذ ممدوح قشلان، على يدي أستاذه الجزائري محمود جلال وسانده في تماثيل 
قصر العظم
 - متحف التقاليد الشعبية في 
دمشق القديمة
.
```

ظهرت موهبة عدنان إنجيله مبكرا، وعلى الرغم من يتمه، وفقده لوالده المقاول عبد السلام إنجيله، باكرا في سن التاسعة، إلا أن والدته السيدة الفاضلة - خديجة أبو العنب، يرجع نسب والدتها، نظيرة أم كامل ستيتية، لآل البيت عليهم السلام.
ولم تبخل عليه والدته لإكمال تعليمه على أتم وجه وسعدها ما تبقى من إرث والده لتربيته هو واخواته فاطمة أم هيثم وحسناء أم حسان، وكانت أسرة إنجيله من العائلات السورية الدينية المحافظة جدا، حيث لديهم مسجد أثري ومن ضمن أول أربع عائلات أسلمت على يدي خالد بن الوليد - حيث أنهم قيسين من تغلب، وكانت تغلب موالية للرومان وتدين بالنصرانية ومنذ القرن الأول الهجري لم يتغير اسم العائلة.
عارض العديد من أعمام الأستاذ عدنان إنجيله، اتجاهه للفن ولا سيما النحت في تلك الفترة المبكرة من تاريخ الحركة التشكيلية والفنية السورية.
قدم إنجيله للفن السوري الشيء الكثير وكان أستاذا وراعيا وأبا عطوفا للعديد من المواهب الشابة التي تقصد مرسمه في منطقة أبو رمانه الراقية بدمشق.
ومن تلامذته في دمشق: عيدي يعقوبي، الذي هاجر إلى فرنسا، والمهندس أمير أوضه باشي الذي درس لاحقا الديكور وفي الرياض: فهد الربيق. وغيرهم من التلاميذ في كل من الكويت والقاهرة ودمشق وحمص وفرنسا والصومال والجزائر، للاستاذ الكبير عدنان أنجيلة  تلاميذ وطلاب في الكثير من الدول.
قدم الأستاذ عدنان إنجيله برنامجا تلفزيونيا خاصا عن الفن التطبيقي في سورية وتوقف على إثر سفره للمملكة العربية السعودية.
يعمل عدد من أصدقاء ومحبي الفنان حاليا وقد ناهز عمره الثانية والثمانين على إحياء أعماله وإنشاء متحف ومركز تعليمي للفنون باسمه، ويعيش إنجيله متقاعدا، وله أبحاث حاليا في علم الأعشاب وعدد من البحوث الأدبية التي يود إكمالها، لها علاقة بالتراث الشعبي والأمثال الشعبية الدمشقية.
تدير بعض من أعماله مؤخرا، الأستاذة منى أتاسي حيث باعت بعض القطع الفنية القديمة النادرة له إلى دبي ولندن.
يعشق دمشق وبغرام شديد، ويحب حمص وذكرياتهالجميلة بها، ويهوى التنزه في الربيع ب غوطة دمشق في أيام الربيع والزهور حيث جمال الطبيعة في واحدة من اروع الجنات على الأرض.
يزور قبر والدته بانتظام ويبرها كثيرا... وندعو الله أن يطيل عمره وهو في خريف العمر حيث يعشق أوراق الخريف السنوية ويردد مع فيروز - رجع إيلول....
أجرت معه مؤخرا عدد من وسائل الإعلام حوارات هامة عن تاريخ الحركة التشكيلية من خلال معايشته لتلك الفترة، يترحم عدنان إنجيله، على فينوسه التي فقدها دائما ويدعو لها بعد كل صلاة.. كانت الوحيدة التي إستوعبته فنيا وساندته في كثير من المشاريع الفنية في وقت قياسي من خلال سنتين للزواج. 
رحم الله منيرة الأتاسي، ضحت بحياتها لتنجب طفلا !
وصار رجلا... وكتب لكم هذه الأسطر.. !